# アルビンとチップマンクス
アルビンとチップマンクス（Alvin & the Chipmunks）は、1958年米国のロス・バグダサリアンによって創作されたシマリスのキャラクター。大ヒットしたノベルティ・ソングより生まれ、沢山のアルバムのほか人形劇やアニメ番組、映画なども制作されている。

## 概要
3匹の歌うアニメのシマリスで構成されている。（アルビン：すぐにグループの主役になったいたずら好きのトラブルメーカー、サイモン：背が高くメガネをかけた知性派、セオドア：ぽっちゃりした体型で感化されやすく優しい心の持ち主）この三人組は人間の父親であり、相談相手でもあるデイビット・セビルによって面倒を見られている（実はデイビット・セビルはロス・バグダサリアンの芸名である）。また、彼らの名前は最初のレコード会社の重役の名前を取って名づけられた。（リバティ・レコード：社長のアルビン・ベネット、創設オーナーのSimon Waronker、技術主任のTheodore Keep）
チップマンクスの活動は当初、バグダサリアンの1950年代の斬新な作品で、「デイビット・セビルとシマリス達」と言う名で始まった。『エド・サリヴァン・ショー』の舞台の間で登場し、バグダサリアンは小さな人形劇の舞台の正面で、口パクしているチップマンクと共にデイビット・セビルの台詞に口パクをした。このパペットはいくつかの45RPMレコードのカーバーのチップマンクスのイラストを元に作られていた。このキャラクター達は空前の大成功を収め、チップマンクスとデイビット・セビルは擬人化されたシマリスとして、いくつかのアニメになり、幾度かリニューアルされ、ついには映画にもなった。
このグループの声は全て、ピッチの高いを声を作るために速い速度で再生したバグダサリアンの声によって演じられていた。この手法はバグダサリアン自身にとっては全く新しいものではなく、それ以前の"ウィッチ・ドクター"を含む2つの斬新な歌のプロジェクトでも使われていた。しかし、この手法はとても奇抜で、またうまく演じられていたため、3人組は2つのグラミー賞技術部門を獲得した。彼らはフィクションのキャラクターであるにもかかわらず、アメリカでNo1ヒットシングルとなっている「ザ・チップマンク・ソング (シマリスの歌)」を含め、実にたくさんのアルバムやシングルを発売した。1972年のロス・バグダサリアンの死後、彼らの声は映画『アルビン 歌うシマリス3兄弟』を除き全ての作品で、ロス・バグダサリアン・ジュニアとジャニス・カーマンによって演じられた。なお『アルビンと歌うシマリス3兄弟』で彼らの声はそれぞれジャスティン・ロング、マシュー・グレイ・ギュブラー、ジェシー・マッカートニーによって演じられた。
この音楽グループは過去6回、グラミー賞を獲得している。

## 歴史

### ウィッチ・ドクター (1958)
バグダサリアンは（デビット・セビルとして）1958年初頭、うまくいかない恋をしていた男があるまじない師(en:Witch doctor)に出会い、女性への求愛のために“すべきこと”を教わるという内容のノベルティ・ソングをリリースした。歌の“魔法の言葉”の部分は、最初にバグダサリアンの声をピッチアップしたもの（後のチップマンク声の原型）で歌われ、次にバグダサリアンの通常の声とデュエットする。この魔法の言葉（"ウーイー, ウーアーアー, ティンタン, ワラワラ, ビンバン" ）は無意味なものであり、歌の”ワラワラ”の部分はバグダサリアンの伯父の住んでいたワシントン州ワラワラ市を参考にして添えられた。 
この歌はメジャーヒットし、同年8月に登場したBillboard Hot 100の前身であるBillboard Top 100で3週間に渡ってNo.1を維持した。そしてこのまじない師の魔法の言葉は多くの国の子供たちによって歌われた。 これは当初シマリスとは何の関連も無いものだったが、あたかもチップマンクスがまじない師の声を提供していたものであるかのように、後の彼らのコンピレーションに時々収録されている。バグダサリアンはチップマンクスバージョンの"ウィッチ・ドクター"をレコーディングし、1960年にチップマンクスの2枚目のアルバムである『シング・アゲイン・ウィズ・チップマンクス』に登場させた。またこの歌は、1998年にカートゥーンズにカバーされたり、2006年にザ・シンプソンズの中でホーマー・シンプソンに歌われ、新たに注目を得た。 
バグダサリアンによってレコーディングされた次の歌は"The Bird on My Head"と題され、バグダサリアンと鳥の声としてピッチアップした彼の声とでデュエットした。この歌もまたトップ40に達し、最高位は34位であった。

### ザ・チップマンク・ソング（シマリスの歌） (1958)
ウィッチドクターがヒットしてまもなくバグダサリアンに新曲の依頼が殺到した。彼はウィッチドクターを聞きながら、次回作には声の主が欲しいと考えていた時に、ヨセミテ公園で彼が運転する車に立ちはだかる一匹の根性のあるシマリスに遭遇し、キャラはシマリスに決定。彼はクリスマスソングの慣例（12月に発表する）を破って10月にChristmas Don't Be Lateを発表した。公式にチップマンクスが登場する最初のノベルティ・レコード。シマリス三人組の歌唱力を売りとする。この曲は7週間で400万枚以上を売る大成功を収め、シマリス達のスター街道を開いた。Billboard Hot 100では1958年12月22日からビートルズによって破られる1959年1月12日までの4週の間1位を維持、また3つのグラミー賞を獲得し最優秀レコード賞にもノミネートされた。その人気の絶頂では、バグダサリアンと口パクで歌う3匹のシマリスの人形がエド・サリヴァン・ショーに登場した。

### スリー・チップマンクス (1959)
1959年12月にデルのフォー・カラー・コミックスシリーズからチップマンクスがコミックとして初めて出版された。この『スリー・チップマンクス』(The Three Chipmunks)ではレコードのジャケットと同様、アルビン、セオドア、サイモンがアーモンド型の目を持つ擬人化された齧歯類としてやや写実的に描かれており、ほとんど区別がない。その後のアニメ化時にこのデザインは一新され、レコードもそれに合わせ再発売された。

### アルビン・ショー (1961-1962)
彼らを主役にした最初のテレビシリーズ。このアニメで3匹のシマリスは明確に区別できる容姿と性格が与えられ、またデビットはバグダサリアン自身を適度に戯画化してデザインされた。1961年から1962年まで、CBSのプライムタイムに放送された数少ないアニメシリーズの一つだったが、決して即座に成功したと言えるものではなく、1シーズンで打ち切られすぐに番組販売の身となった。
制作はフォーマット・フィルムズによる。白黒放送だったもののカラーで制作されており、後の再放送時にはカラー放送された。

### チップマンク・クリスマス (1981)
1969年、初期チップマンクスとしての最後のアルバム『チップマンクス・ゴー・トゥ・ザ・ムービーズ』がリリースされた。1972年にバグダサリアンが心臓麻痺で死去してからあとチップマンクスの活動は行き詰まっていたが、1979年、NBCが土曜の朝に『アルビン・ショー』の再放送を開始、翌年にはエクセルシア・レコーズからチップマンクスの現代風のアルバム『チップマンク・パンク』がリリースされた。バグダサリアンの息子ロス・バグダサリアン・ジュニアがキャラクター達の声を演じている事を特徴とする。このアルバムと継続する再放送の人気は、更なる新曲のみならず新たなテレビ番組の制作を保証するに十分なものだった。そして1981年12月14日、チップマンクスとデビットはNBCのクリスマススペシャル番組、『チップマンク・クリスマス』でテレビに返り咲いた。

### アルビンとチップマンクス (1983-1990)
グループ名はチップマンクス(The Chipmunks) からアルビンとチップマンクス(Alvin and The Chipmunks)へと変更になった。 この改名はアルビンのソロ活動の噂を引き起こしたものの、1983年に彼らグループのための2番目のテレビアニメシリーズがルビー・スピアーズ・プロダクションズからリリースされた。そのまま『アルビンとチップマンクス』と名付けられたこの作品の概要はオリジナルの『アルビン・ショー』によく似ており、また、より長い成功を収め1990年までの8シーズン継続した。その最初のシーズンではチップマンクスの女の子版であるチペッツが登場する。彼女らとセオドアの声は、すべてロス・バグダサリアン Jr.の妻、ジャニス・カーマンが担当した。
1985年、チップマンクスはチペッツと共に『Alvin and the Chipmunks and the Amazing Computer』で舞台に登場。5シーズン目にあたる1987年には、初めてのアニメーション映画『チップマンク・アドベンチャー』が公開された。
1988年から89年、番組の制作会社がディーク・エンタテイメントへと変わる。また、2つのグループの存在を示すよう番組名はただの『ザ・チップマンクス』(The Chipmunks)に改題された。この1988年の終わりに『アルビンとチップマンクス』の番組販売が始まり、標準的な話数である65話に合わせるため追加11話がムラカミ・ウルフ・スウェンソンによって制作されている。
1990年、番組名は再度変更され『チップマンクス・ゴー・トゥ・ザ・ムービーズ』となる。このシーズンのそれぞれの話は『バック・トゥ・ザ・フューチャー』や『キングコング』等等、ハリウッド映画のパロディで構成されている。
この8シーズン目の終わりに番組は再び終了を迎えた。1990年、『アルビンとチップマンクス/Five Decades with the Chipmunks』という題名でこの番組のドキュメンタリーが制作される。同年、薬物乱用防止ための特別番組『カートゥーン・オールスターズ・トゥ・ザ・レスキュー』で他の有名キャラクター達（バッグス・バニーやガーフィールド等々）と一度だけ共演した。

### ユニバーサルによるビデオスルー作品 (1996-2000)
1996年、キャラクターの権利はユニバーサル・スタジオに買い取られた。この結果、チップマンクスは1999年、ビデオスルーの形で『アルビンとチップマンクス・ミート・フランケンシュタイン』に再登場した。この作品は続編への期待をかきたてるに十分な成功を収め、2000年には『アルビンとチップマンクス・ミート・ザ・ウルフマン』が発表された。どちらもセカンドシリーズを再現したキャストで構成されており、雰囲気もよく似たものとなっている。

### 訴訟とCGI映画 (2000-2009)
2000年、バグダサリアン・プロダクションはビデオスルー作品の契約がこじれた後、損害賠償の請求とチップマンクスの権利の奪還のためにユニバーサル・スタジオを契約不履行で提訴した。2002年バグダサリアン側が勝訴し、2004年に20世紀フォックスとリージェンシー・エンタープライズ、バグダサリアンプロダクションは、人気音楽グループと「アルビンとチップマンクス」によるCGI実写映画の制作を発表した。またこの年、チップマンクスとチペッツに人形を使用した実写映像作品リトル・アルビン・アンド・ザ・ミニマンクスのDVDが発売された。2006年、バグダサリアン・プロダクションはパロディ作品"Chipmunkz Gangsta Rap"の作者トーマス・リーを訴え、現在も係争中。
CGI映画『アルビン/歌うシマリス3兄弟』は2007年12月14日に封切られた。これはロス・バグダサリアン・シニアの血縁者がデビットもチップマンクスも演じていない初めての映像作品となる。批評家達の評価は厳しいものだったが、子供やその親達から成る観客達は映画館に殺到し、初週の興行収入は『アイ・アム・レジェンド』に次ぐ2位で44,307,417ドルを記録。2008年6月5日に上映が終了し、総計は北アメリカだけで217,326,974ドル、海外で144,004,149ドル、世界総計は361,331,123ドルに上った。
2009年12月23日、CGI映画の続編『アルビン2 シマリス3兄弟 vs. 3姉妹』(en:Alvin and the Chipmunks: The Squeakquel)が封切られ、チペッツが登場。前作同様ひどく酷評されたものの公開最初の週末で興行収入は48,875,415ドル、5日で75,589,048ドルとなり、北アメリカでは『アバター』、『シャーロック・ホームズ』に次いで3位を獲得した。2010年5月20日の上映終了で、北アメリカ総計219,614,612ドル、海外で223,524,187ドル、世界総計443,138,799ドル。

## 録音技術
チップマンクスの声は声優のセリフや歌を通常の半分の速度で磁気テープレコーダーに録音したものである。そのテープを通常の速度で再生すると、オクターブ一杯の高い声になる。この技術が使われたのはチップマンクスが最初というわけではない。例えば、『オズの魔法使』(1939)のキャラクター達の高い声や低い声は、高速と低速の音声録音によって得られた。また、ダフィー・ダックの声は、いくらか高速にして特徴付けられている。しかしながら、チップマンクスがこの技術を膨大な期間使用し続けた事に、彼らの知名度も相まり、よくこの技術は彼らと結び付けられる。"chipmunk-voiced（チップマンク声の）"という表現は何か人工的な高い声を表す米語となった。現在、同様の効果はデジタル録音でピッチ・シフトを使用し通常の速度で行われている。
レコード所有者の間ではよく試されていたトリックだが、似た効果は33 1/3RPMで録音されたLPレコードを、45または78RPMで再生するだけで得られる。この場合歌の楽器演奏の部分も同様に高速になるが、曲が間違った速度で再生されている事は明白になる。バグダサリアンは自身のレコーディングで、ボーカルと伴奏を異なった速度でそれぞれ録音しそれを後から適正に重ね合わせた。

## 類似品と模倣者達
チップとデールをチップマンクスの模倣だと考えている人は多いが、それは誤りである。チップとデールはチップマンクスが作り出される10年以上も前の1943年にディズニーアニメ『プルートの二等兵』に登場している。ただしこの2匹が初めて異なる性格と衣服で登場する作品『チップとデールの大作戦』が制作されたのは1989年で、チップマンクスのデビューした1950年代よりずっと後となる。
1959年、ラス・リーガンは3匹のトナカイのキャラクター、Dancer, Prancer and Nervousによるノベルティソング『The Happy Reindeer』をキャピトル・レコードから発表した。 また、チップマンクスが最初のテレビ放送の準備をしていた間に、模倣キャラクターである"ナッティ・スクワーレルズ"がマーケットで先んじ、『アルビン・ショー』より丸1年程早い1960年9月にテレビ画面に登場した。1963年、カナダのレコード会社Arc Recordsが『Christmas With The Chippers』をリリースした。チップマンクスのスタイルと同じシマリス声でホリデー・ミュージックのアレンジを歌ったものだが、彼らのトレードマークであるユーモアの要素はほとんど欠けている。 1980年代には、The Happy Hamsters,と呼ばれるグループが存在した。明らかにチップマンクスの人気に便乗したものだったが、その後忘れ去られた。

## 映画とスペシャル

### 映画
| 通算 | 原題 | 公開日         |
| ---- | --- | -------------- |
| 01   | The Chipmunk Adventure | 1987年5月22日  |
| 02   | Alvin and the Chipmunks Meet Frankenstein                                                                                          | 1999年9月28日  |
| 03   | Alvin and the Chipmunks Meet the Wolfman アルビンとチップマンクス/狼男にご用心! 別題：アルビンとチップマンクス/わんぱく3人組の受難 | 2000年8月29日  |
| 04   | Little Alvin and the Mini-Munks | 2003年11月15日 |
| 05   | Alvin and the Chipmunks アルビン/歌うシマリス3兄弟                                                                                 | 2007年12月14日 |
| 06   | Alvin and the Chipmunks: The Squeakquel アルビン2 シマリス3兄弟 vs. 3姉妹                                                          | 2009年12月23日 |
| 07   | Alvin and the Chipmunks: Chipwrecked アルビン3 シマリスたちの大冒険                                                                | 2011年12月16日 |
| 08   | Alvin and the Chipmunks: The Road Chip アルビン4 それいけ! シマリス大作戦                                                          | 2015年12月18日 |

### スペシャル
| 通算 | 原題                                   | 放送日         |
| ---- | -------------------------------------- | -------------- |
| 01   | A Chipmunk Christmas                   | 1981年12月14日 |
| 02   | I Love The Chipmunks Valentine Special | 1984年         |
| 03   | A Chipmunk Reunion                     | 1985年         |
| 04   | Alvin Goes Back to School              | 1986年9月12日  |
| 05   | Rockin' Through the Decades            | 1990年         |
| 06   | Trick or Treason                       | 1994年         |
| 07   | A Chipmunk Celebration                 | 1994年         |
| 08   | The Easter Chipmunk                    | 1995年4月14日  |

### その他
| 通算 | 原題                            | 放送日 |
| ---- | ------------------------------- | ------ |
| 01   | Cartoon All-Stars to the Rescue | 1990年 |

## 日本における放送
日本では『わんぱく三人組』として1964年に『アルビン・ショー』が放映された。1980年代にリメイクされた『アルビンとチップマンクス』ではキャラクターを一新し、より可愛く仕上げたのが特徴で、歌も現代的にアレンジ、日本では1990年代前半にNHK-BSで、2001年にカートゥーン ネットワークで放送された。その他にスペシャル版『アルビンとチップマンクス/わんぱく3人組の受難』がWOWOWでも放送された。
2008年には映画『アルビン/歌うシマリス3兄弟』が日本で公開されたが、興行成績が振るわず、以降の映画は日本ではビデオスルーとなりDVDでの発売となっている。また、映画ではチップマンクスは公募によって『ザ・しまっピーズ』、チペッツは『ザ・しまペッツ』という名称に変更されている。

### キャラクター

#### わんぱく三人組
- アルビン：青山ミチ
- サイモン：
- セオドア：
- デイブ：
- ナレーション：向井真理子

#### アルビンとチップマンクス
左はNHK-BS、右はWOWOW版のキャスト

##### チップマンクス
- アルビン（声：鈴木富子/大谷育江）

リーダー格でやんちゃな性格。
- サイモン（声：佐々木優子/桑島法子）

基本的に優等生でありまた学者肌。
- セオドア（声：神代知衣/左に同じ）

末っ子兄弟のようなポジションで甘えん坊で可愛い弟的存在。ちょっとドジ。

##### チペッツ
- ブリタニー（声：冨永みーな）
- ジャネット（声：日野由利加）
- エレノア（声：こおろぎさとみ）

##### その他
- デイブ（声：小室正幸/井上倫宏）

3匹のマネージャー兼親代わりなお兄さん。